# 오카촌 (기후현 가이즈군)
오카촌(岡村)은 일본 기후현 가이즈군에 설치되었던 촌이다. 현재의 가이즈시의 일부에 해당한다.